# Josef Vojáček Taras
Josef Vojáček Taras (25. února 1906 Hercegovac, Chorvatsko – 14. srpna 1983) byl velitel I. československé brigády Jana Žižky z Trocnova, která působila na území Slavonie v rámci partyzánského vojska.
V roce 1941 založil spolu se svým kolegou Pavlem Gregorićem brigádu Matija Gubec. V ní bojovali zástupci různých národnostních menšin v oblasti Slavonie proti německým okupantům a chorvatským fašistům. Sám Josef Vojáček zapojil do partyzánského boje celou svoji rodinu.[zdroj?] Proti okupantům podnikali útoky v pohořích Papuk a Garić.
Josef Vojáček převzal v roce 1944 velení nad I. československou brigádou Jana Žižky z Trocnova poté, co padl dosavadní velitel, Josef Růžička.
Sám Vojáček byl také politicky aktivní. Byl členem komunistické strany Chorvatska (sekretářem místní organizace v Banové Jaruze; účastnil se II. zasedání Zemské antifašistické rady národního osvobození Chorvatska, a to jako zástupce české menšiny.
V letech 1943 – 1945 byl politickým komisařem jednotky. Po skončení druhé světové války byl nějakou dobu poslancem chorvatského Saboru. Poté přesídlil do Československa. Zastupoval chorvatské Čechy v poválečných jednáních o jejich částečném přesídlení na území ČSR (přesněji Jižní Moravy a Západních Čech). Stál u zrodu tzv. Reemigračního výboru a později Svazu Čechů z Jugoslávie.
V pozdějších letech zastával funkce v rámci organizací veteránů v socialistickém Československu.